# Novamundoniscus setosus
Novamundoniscus setosus là một loài chân đều trong họ Dubioniscidae. Loài này được Lemos de Castro miêu tả khoa học năm 1961.